# Los Conciertos de La 2
Los Conciertos de La 2 es un programa de televisión español que retransmite conciertos de música clásica. Emitido por La 2 de Televisión Española los sábados y domingos a partir de las 08:00h. El programa obtuvo en 2005 el premio al mejor programa de televisión en la 9.ª edición de los Premios de la Academia de las Artes y las Ciencias de la Música.

## Formato
Con una duración habitual de entre 45 y 90 minutos el espacio comienza con una presentación previa al concierto donde se detalla información y datos sobre las obras y autores programados. 
En cada emisión se ofrece un programa variado de música clásica incluyendo conciertos sinfónicos, recitales, galas líricas, música coral o música de cámara tanto de la Orquesta Sinfónica de RTVE, de la que se emite su temporada completa, como de otras orquestas nacionales e internacionales. Ocasionalmente también destacadas figuras como Ainhoa Arteta, Jordi Savall, Zubin Mehta o Michel Camilo realizan breves intervenciones y saludos coincidiendo con su paso por el programa.

## Historia
Desde el inicio de las emisiones de Televisión Española en 1956 la música clásica ha sido uno de los contenidos que formaron parte de la programación.
A partir del 27 de mayo de 1965, con la creación de la Orquesta Sinfónica de RTVE a instancias del entonces Ministro de Información y Turismo Manuel Fraga, se puso en marcha un programa de televisión específico dedicado a la música clásica. Para ello también se buscaron alianzas con el entonces denominado Segundo Programa de RNE, posteriormente Radio 2 y actual Radio Clásica, que comenzó sus emisiones el 22 de noviembre de 1965.
Desde entonces, con títulos como Tira de Música, Concierto o Auditorium, los conciertos de música clásica han formado parte de la parrilla de programación cultural del canal público. En 1999 se adoptó su denominación actual, Los Conciertos de La 2, que a lo largo del año programa alrededor de 120 horas de emisión.